# Daniel González-Muniz
Daniel Muniz ( Born Daniel González Muniz, Santiago de Chile, 5 de marzo de 1980) es un ilustrador, docente, director y actor chileno de cine, teatro y televisión. 
Ha desarrollado su carrera en Chile, Costa Rica, Dinamarca y Suecia. 

## Filmes, televisión y publicaciones

### Cine
| Año                | Título                   | Dirección | País       | Rol                  | Festivales |
| ------------------ | ------------------------ | --- | ---------- | -------------------- | --- |
| 2004               | Fragmentos urbanos       | Claudia Menédez, Kenji Tanida, Antonino Ballestrazzi, Sebastián Lelio, Sergio Pineda, Mauricio Pesutic y Marco Enríquez-Ominami | Chile      | Comensal             | Festival Internacional de Cine de Valdivia, ediciones IX y X. Festival de Cine B, 2002.                                                                         |
| 2008               | Amistades Inconvenientes | Alejandra Claro | Chile      | Hugo                 | No registra. |
| 2015               | Raúl                     | Matías Venables | Chile      | Vecino               | Festival Internacional de Cine de Locarno Festival Internacional de Cine de Viña del Mar                                                                        |
| 2015               | El vuelo del Manutara    | Elías Llanos | Chile      | René Campos          | No registra. |
| 2017               | Soñar                    | Gustavo Espinoza | Chile      | Doctor               | Festival del cinema latino americano di Trieste Short Film Corner Festival de Cannes                                                                            |
| 2018               | Víctima potencial        | Nicolás Guzmán | Chile      | The sex mate         | Tallinn Black Nights Film Festival |
| 2019               | Apego                    | Patricia Velásquez Guzmán | Costa Rica | Daniel               | Festival Internacional de Cine de Lebu Festival Internacional de Cine de Panamá Festival Internacional de Cine de Costa Rica                                    |
| 2021               | El pájaro de fuego       | Cesar Caro | Costa Rica | Cura John            | Festival Internacional del Nuevo Cine Latinoamericano de La Habana Festival del cinema latino americano di Trieste Festival Internacional de Cine de Costa Rica |
| 2022               | El año que nací          | Alberto Amieva Leyva, Daniel González Muniz                                                                                     | Costa Rica | Pedro                | Festival de Málaga |
| 2024               | Seeking Hwa Sun          | Sandra Yi Sencindiver | Dinamarca  | Mr. Salinas / George | Odense International Film Festival 2024 |
| 2024               | King                     | Vasco Alexandre | Dinamarca  |                      | Dallas International Film Festival |
| In post production | Sauna                    | Mathias Broe | Dinamarca  |                      | |

### Televisión
| Año         | Título                | Personaje        | Cadena                              | Episodios              | Categoría                 | País            |
| ----------- | --------------------- | ---------------- | ----------------------------------- | ---------------------- | ------------------------- | --------------- |
| 2004        | Ídolos                |                  | TVN                                 |                        | Serie Capítulos unitarios | Chile           |
| 2008        | Casado con hijos      | El gringo        | Mega                                |                        | SitCom                    | Chile           |
| 2008        | Historias de Eva      | Bastián          | Chilevisión                         | "La mujer del prójimo" | Telefilm                  | Chile           |
| 2009        | Historias de campo    | Joel             | Chilevisión                         | Arrieros               | Telefilm                  | Chile           |
| 2009        | Teatro en Chilevisión | Lucas            | Chilevisión                         | 3 episodios            | Teatro en televisión      | Chile           |
| 2009-10     | Infieles              | Serafín, Bastián | Chilevisión                         | 5 episodios            | Capítulos unitarios       | Chile           |
| 2011        | La Colonia            | Jean Paul Pettit | Mega (canal de televisión de Chile) | 1                      | Sitcom                    | Chile           |
| 2014        | Roommates             | Javier           | HBO                                 | 1 episodio             | Serie                     | Chile-Argentina |
| 2015        | Código Rosa           | Daniel           | MEGA                                | 2 episodios            | Capítulos unitarios       | Chile           |
| 2017 - 2018 | N.N                   | Pablo            | Oveja Negra                         | 3 episodios            | Serie                     | Costa Rica      |
| 2021        | La tormenta sueca     | Tomas            | UR- SVT                             | 6 episodios            | Serie                     | Suecia          |

Publicaciones
| Año       | Título                                       | Autoría | Rol                | Editorial                | Ediciones | País       |
| --------- | -------------------------------------------- | --- | ------------------ | ------------------------ | --------- | ---------- |
| 2017-2024 | La tortuga y el monstruo                     | Daniel González Muniz | Autor - Ilustrador | Editorial Costa Rica     | 4         | Costa Rica |
| 2018      | Huracán Otto, La noche que duró muchos días. | Carlos Rubio, Mabel Morvillo, Floria Jiménez, Lara Ríos, Minor Arias, Rodolfo Dada, Ani Brenes, Ana Coralia Fernández, Jaime Gamboa, Daniel González Muniz | Autor              | Editorial Costa Rica     | 2         | Costa Rica |
| 2020      | Leer, imaginar, actuar                       | Centro Regional para el Fomento del Libro en América Latina y el Caribe                                                                                    | Autor recomendado  | Cerlalc-Unesco           | 1         | Costa Rica |
| 2023      | Ballet para cuerpos andinos                  | Nicole Schonffeldt Peña, Celeste González Marchant, Bessy Lillo Martínez, Valentina Chávez Cirano.                                                         | Ilustrador         | Editorial Indeleble SPA. | 1         | Chile      |

Reconocimientos
| Año  | Recocimiento                             | Obra                                           | Evento                                                        | Organismo                                     | País       |
| ---- | ---------------------------------------- | ---------------------------------------------- | ------------------------------------------------------------- | --------------------------------------------- | ---------- |
| 2011 | Mejor actor                              | La plaza de las Américas                       | Primer Festival EXIT                                          | Sindicato de actrices y actores de Chile      | Chile      |
| 2017 | Persona de interés cultural              | Por su contribución a la cultura en la nación. |                                                               | Gobierno de Costa Rica                        | Costa Rica |
| 2019 | Lista de honor Nacional                  | La tortuga y el monstruo, Editorial Costa Rica | Ceremonia anual                                               | Fundación Leer Costa Rica                     | Costa Rica |
| 2022 | Mejor actor                              | El año que nací                                | Kiez Berlin Film Festival                                     | Kiez Berlín film festival                     |            |
| 2023 | Lista de Honor Mundial                   | La tortuga y el monstruo, Editorial Costa Rica | Congreso Mundial de Autores de libros infantiles, Moscú 2021. | International Board on Books for Young People | Suiza      |
| 2024 | Mención Honorífica Departamento Creativo | El año que nací                                | Premios Nacionales (Costa Rica)                               | Gobierno de Costa Rica                        | Costa Rica |

## Teatro
| Año         | Título                                      | Dramaturgia                    | Dirección                  | Rol                                    | Teatros | País       |
| ----------- | ------------------------------------------- | ------------------------------ | -------------------------- | -------------------------------------- | --- | ---------- |
| 2005        | Gritos y susurros, tributo a Ingmar Bergman | Trinidad González (actriz)     | Trinidad González (actriz) | Henrik                                 | Teatro Novedades | Chile      |
| 2007        | Ami, el niño de las estrellas               | Juan Alcayaga (actor)          | Miguel Angel Bravo         | Ofiriano                               | Teatro La Cúpula | Chile      |
| 2008        | No more drama                               | The federal kompany            | The federal kompany        | Daniel                                 | Sala 420 | Argentina  |
| 2009        | La plaza de las Américas                    | Flavia Radrigán                | Marco Espinoza             | El fanático                            | Teatro Sidarte | Chile      |
| 2010        | Cabaret (musical)                           | Joe Masteroff                  | Jesus Codina               | Bobby                                  | Teatro Municipal de Las Condes | Chile      |
| 2011        | Más allá de la terapia                      | Christopher Durang             | Pierre Saure Costa         | Bob                                    | Centro Mori | Chile      |
| 2011        | Sangre como la mía                          | Jorge Marchant                 | Jimmy Daccarett            | Daniel                                 | Centro Mori | Chile      |
| 2012-2013   | Piaf                                        | Pam Gems                       | Marco Espinoza             | Louis Barrier                          | Centro Mori Teatro del Lago Casino Arica Teatro Municipal de Valparaíso Casino de Talca Teatro Municipal de Temuco Teatro Municipal de Los Angeles | Chile      |
| 2014        | Quien es Chile                              | Soledad Lagos                  | Marco Espinoza             | Carlos Caszely                         | Centro Cultural Gabriela Mistral | Chile      |
| 2015 - 2016 | Heterofobia                                 | Pablo Dubott                   | Jimmy Daccarett            | Peyuco                                 | Centro Cultural Gabriela Mistral | Chile      |
| 2017        | La duda                                     | John Patrick Shanley           | Mabel Marín                | Father Flynn                           | Teatro Espressivo Costa Rica | Costa Rica |
| 2018        | El coordinador                              | Benjamin Galemiri              | Mabel Marín                | Milan                                  | Concertada Compañía Nacional de Teatro de Costa Rica. Teatro 1887 Teatro Popular Melico Salazar                                                    | Costa Rica |
| 2019        | I am love(d)                                | House of International Theater | Jeremy M. Thomas Bøgsted   | Daniel                                 | Plaza del Ayuntamiento de Copenhagen |            |
| 2021        | Pride                                       | Jens Hillje Falk Richter       | Falk Richter               | Not performed due to cancer treatment. | Royal Danish Theatre | Dinamarca  |